# Koentjaraningrat
Koentjaraningrat, né le 15 juin 1923 à Yogyakarta et mort le 23 mars 1999 à Jakarta, est le principal représentant de l’ethnologie en Asie et le premier à contribuer au développement de celle-ci en Indonésie.
Il a exercé une grande influence sur recherche de la culture traditionnelle en Asie du Sud-Est ainsi que sur celle de modernisation dans cette même région. 
Il a étudié l’ethnologie aux États-Unis et écrit des ouvrages sur la religion, la parenté et l'organisation sociale de Java. Il enseigne en Indonésie où il se consacre à l'établissement du système de l’éducation et la formation de chercheurs dans le domaine de l’ethnologie.

## Publications
- Villages in Indonesia
- A preliminary description of the Javanese kinship system (Yale University. Southeast Asia Studies. Cultural report series)
- Javanese Culture
- Preliminary Description of the Javanese

## Distinction
- Prix de la culture asiatique de Fukuoka (1995)